# Abbubaker Mobara
Abbubaker Mobara (Kaapstad, 18 februari 1994) is een Zuid-Afrikaans voetballer die bij voorkeur als centrale verdediger speelt. In 2012 maakte hij vanuit de jeugdopleiding de overstap naar de eerste selectie van Ajax Cape Town.

## Carrière
Mobara was in 2012 op proef bij FC Twente, FC Porto, RC Lens en AFC Ajax maar wist de clubs niet te overtuigen en keerde terug naar Ajax Cape Town.